# Awiamotornaja (stacja metra linii Kalininskiej)
Awiamotornaja (ros. Авиамоторная) – stacja moskiewskiego metra linii Kalinińskiej (kod 082). Położona jest przy skrzyżowaniu ulic Awiamotornaja (od której wzięto nazwę) i Szosse Entuziastow, na które prowadzą wyjścia. W pobliżu znajduje się stacja kolejowa Nowa. W roku 1982 na stacji miała miejsce jedna z największych katastrof w moskiewskim metrze, awarii uległy schody ruchome, w wyniku czego życie straciło 8 osób, a kolejne 30 było ranne.
Stacja umożliwia przesiadkę na przystanek o tej samej nazwie linii Bolszej Kolcewej.

## Wystrój i podział
Stacja jest trzykomorowa, jednopoziomowa, posiada jeden peron. Motywem przewodnim wystroju jest awiacja. Stacja posiada dwa rzędy 15 kolumn pokrytych jasnym marmurem, podobnie jak ściany nad torami. Podłogi wyłożono szarym granitem w różnych odcieniach. Ścianę końcową hallu z białego marmuru ozdabia metalowa płaskorzeźba ukazująca Ikara, śmigła i samoloty z różnych okresów. Sklepienie pokryte czworościennymi piramidami z  anodyzowanego złota sprawia wrażenie magicznego dywanu lewitującego nad pomieszczeniem. Przedstawia to kosmos, a oświetlenie symbolizuje gwiazdy. Każdy panel prezentuje inny obraz – promienie słońca, konstelacje niebieskie etc.

## Wypadek w 1982 roku
Schody ruchome były przyczyną katastrofy 17 lutego 1982. Gdy rozpoczęła się popołudniowa godzina szczytu, o 16:30 czasu moskiewskiego uruchomiono schody nr 4 do zjeżdżania pod ziemię. Słabo zamocowany stopnień poluzował się i po przejściu całego cyklu około godziny 17:00 utknął w górnej części mechanizmu deformując przekładnie i niszcząc sprzęgło, co pozwoliło na przyśpieszony ruch spowodowany obciążeniem przez tłum pasażerów. Automatycznie silnik został wyłączony i załączono główne hamulce. Jednakże nie miały one dość mocy, aby zatrzymać lub choć trochę spowolnić przeciążone schody.
Na takie zajście wszystkie schody ruchome są wyposażone w dodatkowe hamulce bezpieczeństwa, a na tej stacji zupełnie nowy zestaw zamontowano ledwie 3 miesiące wcześniej. Dodatkowo, dwa dni przed wypadkiem odbyła się rutynowa kontrola bezpieczeństwa, która stwierdziła, że zostały one na wskroś źle skonfigurowane. Po niezbędnych poprawkach i przeprowadzeniu symulacji wszystkich 4 par schodów uznano stan hamulców za zadowalający. Nie miało to jednak znaczenia; główny mechanik nie posiadał prawidłowych instrukcji jak montować nowe hamulce (które były w tym okresie wprowadzane w całym systemie metra) dla tego konkretnego modelu eskalatora, jaki znajdował się na stacji Awiamotornaja. W wyniku złej konfiguracji w dniu wypadku mechanizm i układ nie pozwoliły im na automatyczne załączenie się. Gdy kontroler zauważył, że schody poruszały się 2,4 raza szybciej niż maksymalna dopuszczalna prędkość, próbował je ręcznie załączyć, ale nic się nie stało. Po 110 sekundach od rozpoczęcia zajścia było po wszystkim.
Wśród całej kontrolowanej przez państwo prasy tylko jednej gazecie pozwolono zamieścić informacje o wypadku. Spowodowało to tysiące plotek i panikę w całym mieście, pojawiły się głosy, że mechanizm wciągał pasażerów. W rzeczywistości wszystkie ofiary zostały zadeptane przez pozostałych pasażerów u podstawy schodów, bowiem nie miały czasu, aby odejść na bezpieczną odległość. Niektórzy próbowali wspinać się na balustrady wykonane z cienkiego plastiku, które nie wytrzymały obciążenia i się zarwały (stąd plotki o wciągniętych ludziach). Osoby spadające na betonowy fundament (bez żadnych części ruchomych) kilka metrów pod balustradą odniosły tylko lekkie obrażenia.
Od 17:10 ze stacji można było tylko wyjść, a od 17:35 była całkowicie zamknięta na czas śledztwa. W jego wyniku stwierdzono, że wszystkie prędkościomierze schodów na stacji miały tę samą usterkę i były tak samo podatne na podobne katastrofy. Pierwsza szczegółowa publikacja o wypadku pojawiła się dopiero w 1992 roku.